# Erik von Schmiterlöw
Erik von Schmiterlöw (* 25. Juli 1882 in Franzburg; † 29. Mai 1964) war ein deutscher Heimatforscher und Sammler.
Erik von Schmiterlöw entstammte einer traditionsreichen Familie, die im 15. und 16. Jahrhundert mehrere Bürgermeister und Senatoren in Stralsund (Nikolaus Smiterlow) und Greifswald stellte, während der Zugehörigkeit Pommerns zum Königreich Schweden geadelt wurde, später jedoch verarmte. Seine Eltern waren Landwirte. Er besuchte das Gymnasium in Greifswald.
Er begann im Alter von zehn Jahren, sich mit Urgeschichte, Geschichte, Volkskunde, Kunst und den Naturwissenschaften zu beschäftigen und sammelte dazu Gegenstände. Im Jahr 1895 trat er in die Gesellschaft für pommersche Geschichte, Altertumskunde und Kunst ein. Zu seinen Interessen zählte später auch die Familienforschung. 1935 wurde er ehrenamtlicher Pfleger der kulturgeschichtlichen Bodenaltertümer für den südlichen Teil des Landkreises Franzburg-Barth. Einen Teil seiner neuen Funde gab er fortan an das Provinzialmuseum Stettin ab.
1946 trat er in die Sozialistische Einheitspartei Deutschlands ein.
Er baute eine Sammlung von Gegenständen und Urkunden auf, die vor allem aus dem Gebiet Franzburg-Barth stammen. Zur von Schmiterlöwschen Sammlung zählen aber auch Urkunden aus dem Raum Rügen. Die Sammlung umfasste schon in den 1930er Jahren über 2000 Gegenstände und nahm bei seinem Tod alle Räume in den beiden Häusern der Familie von Schmiterlöw in Franzburg ein.
Nach dem Tod Erik von Schmiterlöws übernahm im Jahr 1964 sein Sohn Bertram von Schmiterlöw die Sammlung und richtete mit Hilfe von Hans-Erich Runge, Heinz Bartels, Herbert Manske und Uwe Hein ein öffentlich zugängliches Privatmuseum für die bis dato eher einem Magazin gleichende Sammlung ein. Im Jahr 2002 übernahm das Pommersche Landesmuseum in Greifswald den größten Teil der Sammlung; Teile der anthropologischen Funde wurden in das Landesamt für Bodendenkmalpflege Mecklenburg-Vorpommern überführt.